# Prolytta pseudolucida
Prolytta pseudolucida es una especie de coleóptero de la familia Meloidae.

## Distribución geográfica
Habita en Namibia.